# Léon Lichtlé
Pour les articles homonymes, voir Lichtlé.
Léon Lichtlé, né Léon Témooheiteaoa, le 26 mai 1941 aux îles Marquises, est une ancienne personnalité politique marquisienne. 
Il fut maire de Ua Huka pendant 30 ans et ministre des Sports et de l'Artisanat, puis de l'Agriculture.